# 洛尔 (摩泽尔省)
洛尔（法語：Lhor，法語發音：[lɔʁ]）是法国摩泽尔省的一个市镇，属于萨尔堡-萨兰堡区。

## 地理
洛尔（48°53'21"N, 6°52'10"E）面积5.4 平方千米，位于法国大東部大區摩泽尔省，该省份为法国东北部内陆省份，是洛林的一部分，西南接默尔特-摩泽尔省，东临下莱茵省，北与卢森堡和德国接壤。
与洛尔接壤的市镇（或旧市镇、城区）包括：甘兹兰、因斯维莱尔、洛斯特罗夫、卢德勒凡、曼斯泰、托尔舍维尔。

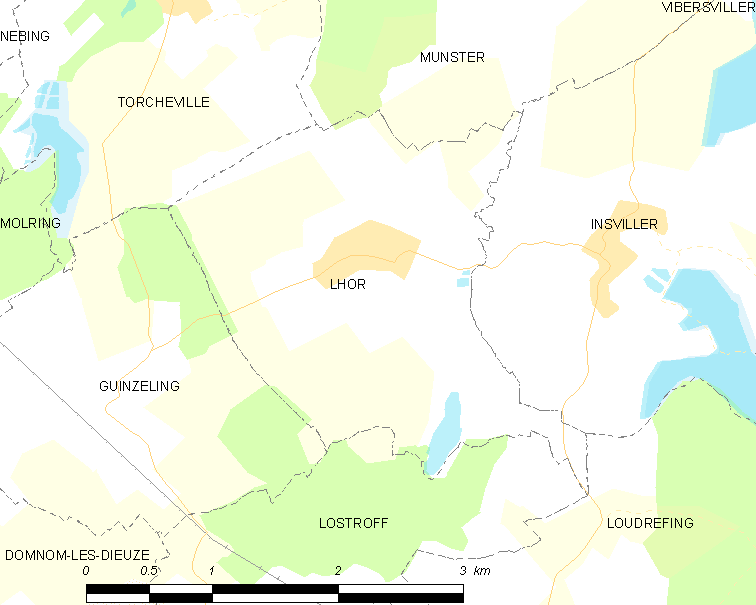
的OSM定位图

洛尔的时区为UTC+01:00、UTC+02:00（夏令时）。

## 行政
洛尔的邮政编码为57670，INSEE市镇编码为57410。

## 政治
洛尔所属的省级选区为索努瓦县。

## 人口

1962-2008年间人口变化图示

洛尔于2022年1月1日时的人口数量为145人。